# 铁路信号机
鐵路信号机是設立在鐵路道旁的機械或電子設備，用以傳送路線前方狀態的相關資訊給予列車駕駛，司機或調車員。列車駕駛透過理解與詮釋鐵路號誌給予的指令意義採取相對之行動。一般來說，鐵路號誌會指示列車可安全行駛的速度、或指示列車停止。

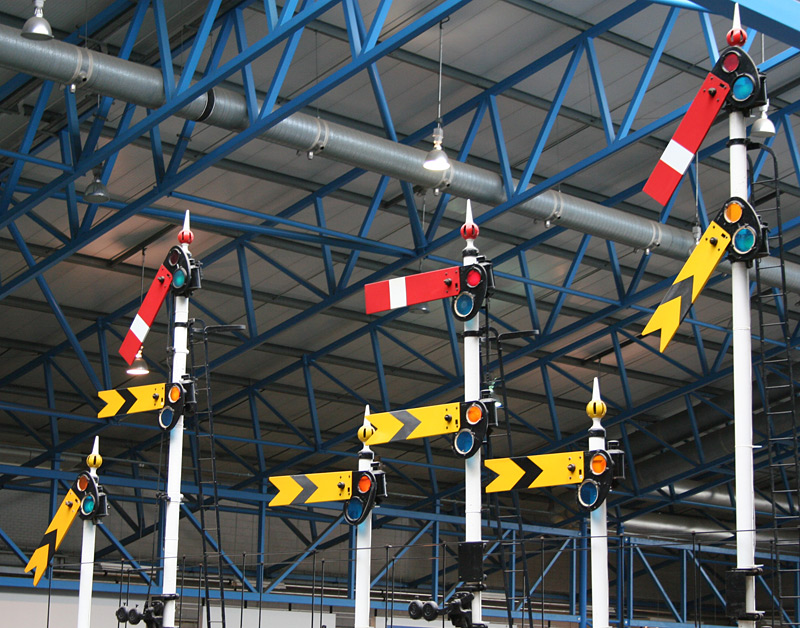
豎立在約克國立鐵路博物館的臂板式鐵路號誌系統。

## 分类（按用途）
进站信号机、出站信号机、通过信号机、进路信号机、调车信号机、预告信号机、遮断信号机、防护信号机、复示信号机、驼峰信号机和机车信号机等。

## 铁路史早期的信号系统
随着欧洲和美国在19世纪进入铁路建设高潮后，铁路网形成并且日益复杂，铁路公司在很大程度上靠列车时刻表来保持车与车的距离以防止事故，但无法杜绝因时刻变动造成的风险，铁路信号系统应运而生，并且对区间内的铁路空置状态起到了关键作用。
- 球形信号（19世纪30年代出现，已经不再使用）
- 臂板信号机（19世纪40年代出现，21世纪依然可见）
- 木横版信号机（19世纪30年代开始使用，逐渐被淘汰）
- 旋转盘信号机（19世纪40年代后出现）
- 双盘信号机（19世纪40年代出现，很快被淘汰）

## 鐵路信號的位置
鐵路信號用以指示或合併指示下列一種或一種以上之意義：
- 本路線前方淨空（無任何行車阻礙）或阻塞。
- 司機或列車駕駛已獲得可運轉列車之許可。
- 前方道岔已開通至正確之方向。
- 已設定正確方向之道岔（通常以編號標示）。
- 列車可行駛之速限。
- 預告下一個信號的狀態。
- 預告列車組員必須準備接收行車指令。

鐵路信號可設置於：
- 一段軌道之起點。
- 接近可以移動的基礎設施的位置，如道岔、擺橋等
- 在其他信號之前。
- 接近平交道的位置
- 列車可能會需要停車的位置，如月台
- 信號站內

營運中的路線通常會連續設置信號。一般雙線鐵路中每條軌道僅會設置單一方向之信號，並將道旁安裝的信號設備，面向通常使用的方向。雙向信號的路線，則信號設備安裝的方向使兩個方向均可行車。（當列車行車以非常用方向運行時，稱為逆行）。

## 外觀及指示
號誌機具有外觀及指示兩種層面意義。外觀係指號誌機的外部可見之構造，指示係指顯示號誌內容之意義。號誌機控制鐵路車輛是否可被允許移動，或通過號誌機所設置的地點，以進入下一個軌道電路或閉塞區間。號誌機也可以用以提前預告下一個會遇到或顯示的號誌。
鐵路運轉機構的運轉規則通常會限制，當號誌機顯示的內容無法辨識，或號誌機故障時，應視同示最嚴格之運轉限制（也就是立即停車）。

## 號誌機型式
裝設於道旁的號誌機外觀型式，依指示顯示方式及安裝方式的不同，可區分為以下型式：

### 機械指示式

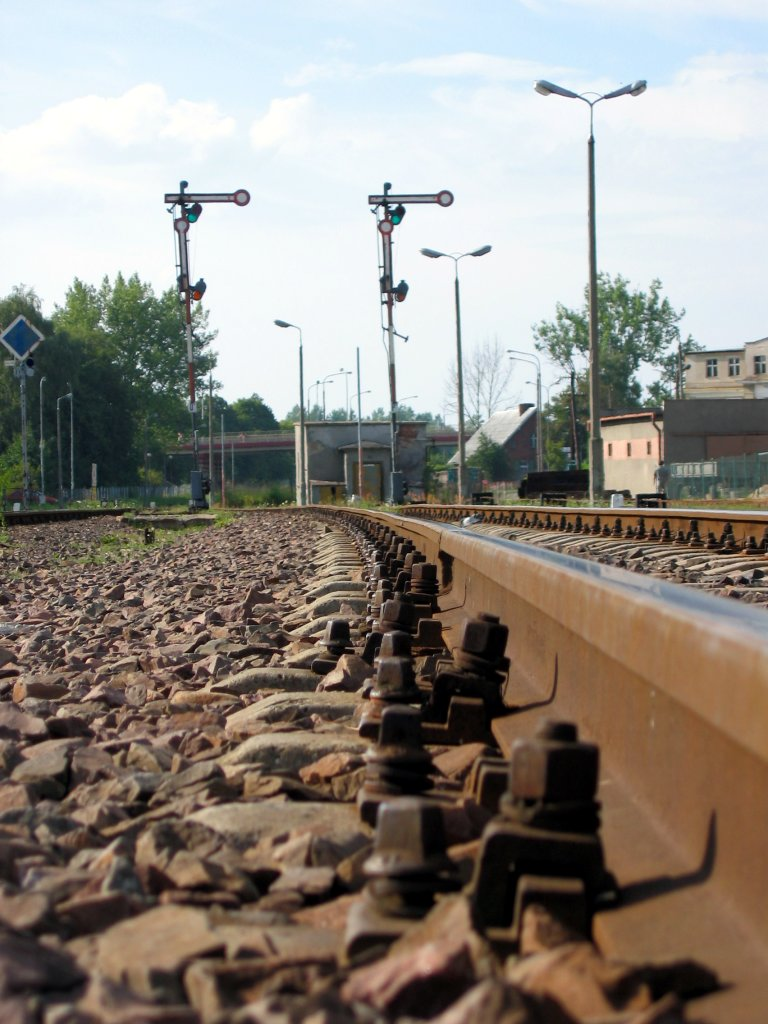
設置於波蘭Kościerzyna附近的機械指示式臂木式號誌機

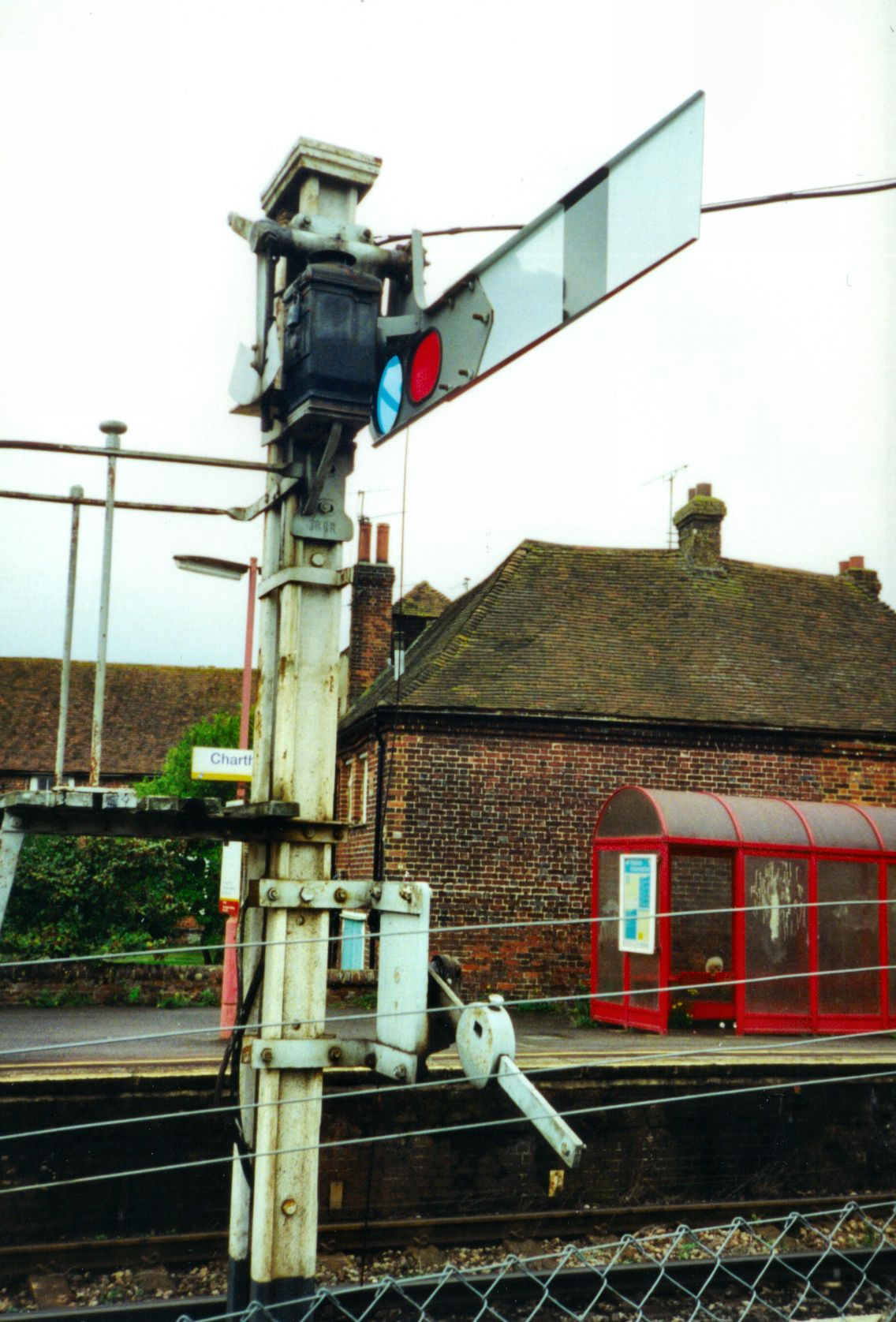
一具舊時英國南方鐵路Southern Region of British Railways的臂木式號誌機

機械指示式號誌機是號誌機最古老的型式之一。機械指示號誌機藉由移動或轉動號誌機本身的部份組件，即臂板的位置，面對列車駕駛的視線方向，可顯示不同的狀態，以代表不同的意義，藉以傳達給列車駕駛相對之運轉限制條件指示。臂板的位置由完全可見轉動至完全隱藏，可以表示兩種至三種意義。
臂木式號誌機是於1840年代，由Joseph James Stevens發明並申請專利獲准。很快地臂木式號誌機成為受到廣泛使用的機械指示式號誌機。但由於時代演進及鐵路號誌設備的進步，臂木式號誌機目前正逐漸被淘汰消失。臂木式號誌機的臂板包含兩個部份：一條可旋轉角度的懸臂，以及一組包含燈光及用以遮罩燈光前部可變換位置的有色透鏡所組成的燈號，用於夜間及視線不清時顯示用。某些臂木式號誌機的臂板與燈號在構造上是一體以便連動顯示，但有些臂木式號誌機的設計上臂板和燈號的顯示是分開的。臂板顯示的角度以水平位置為最大運轉限制，通常指停車。其他角度的運轉限制則相對較小。

### 色燈指示式

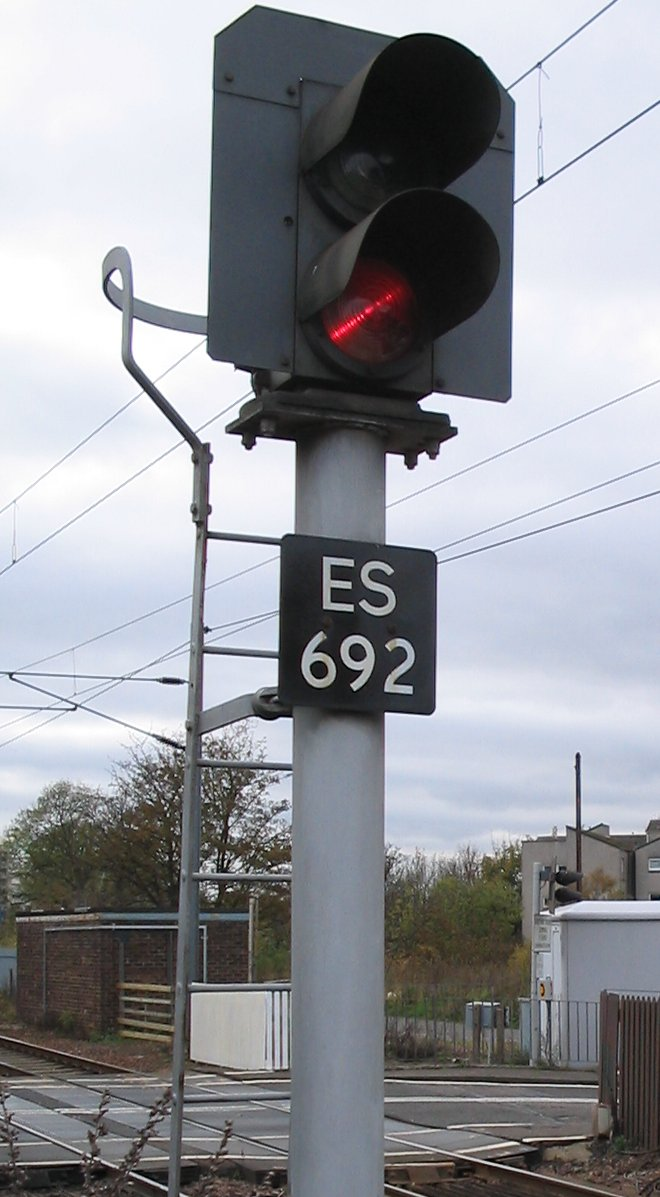
Network Rail的雙色號誌燈，顯示險阻

用不同颜色的指示灯表示不同的含义，而各指示灯的排列方式则无关紧要。例如红绿灯。

### 列燈指示式

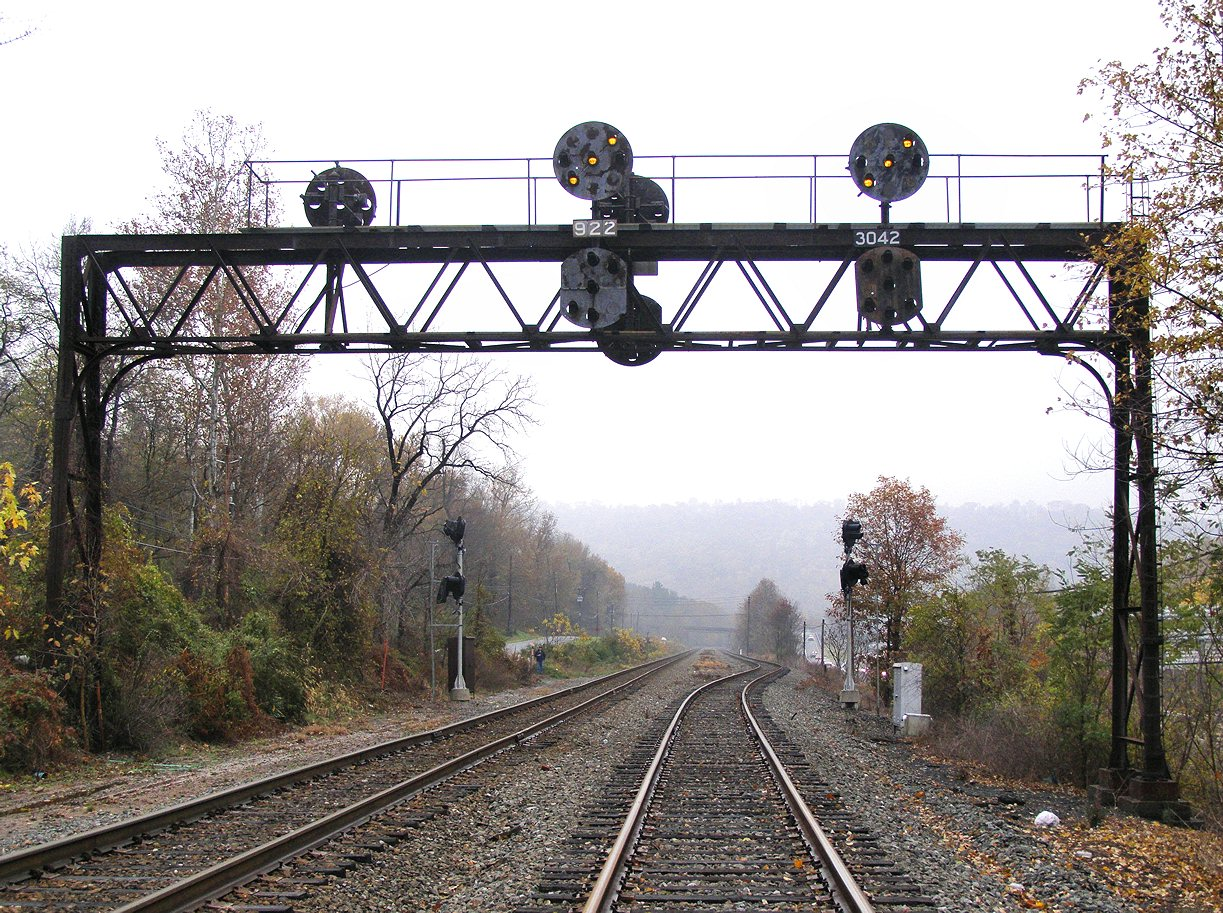
宾夕法尼亚铁路的一处信号机

与色灯式相反，用指示灯的排列方式来表示不同的含义。比如横向排列的几个灯代表禁止越过、纵向的灯则代表可以全速（按限速）前进，等等。
有时会故意按臂板式的旋转位置来排列列灯式信号机的指示灯，如把指示灯排列成斜上 45°、水平和斜下 45°，通常用在新旧信号机并用的过渡时期。

### 色燈列燈併用指示式
简单来说就是色灯式加列灯式。

## 號誌安裝型式
道旁號誌需要固定於控制區段或所保護之閉塞區間之邊界之軌道旁適當位置，並考量列車駕駛目視距離。

### 門型架

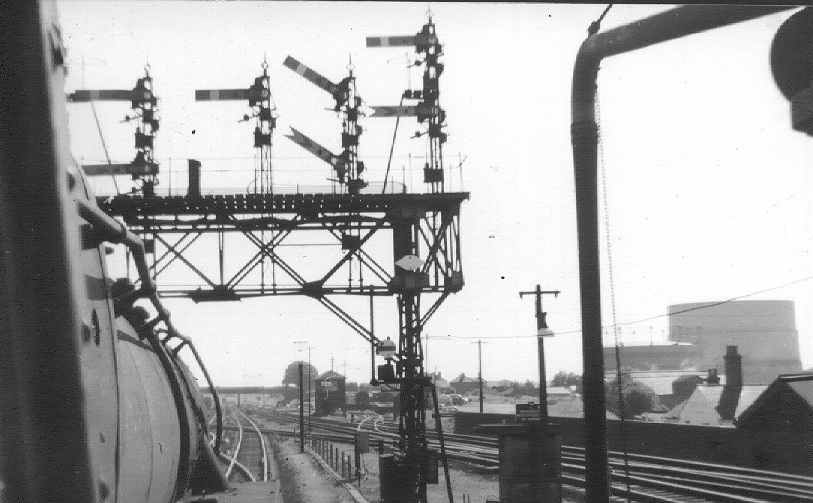
一個安裝有英國臂木式號誌機的門型架，由一部蒸汽機車駕駛艙所瞭望的視野

### 地面

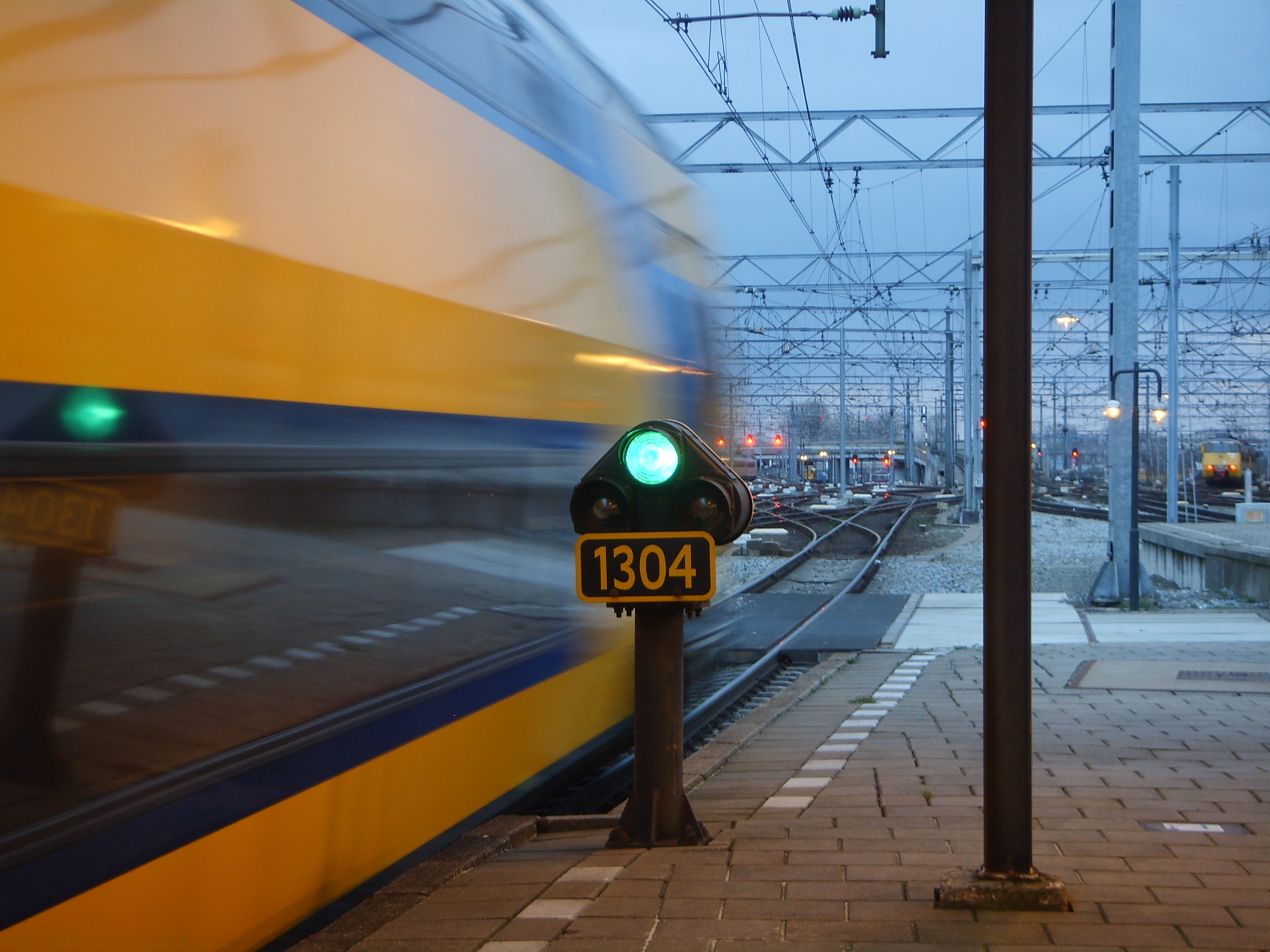
安裝於地面的號誌機，拍攝於烏德勒支中央車站，荷蘭

## 號誌故障替代
若是在號誌出現故障情况下，可以改用路票行车或者电话電報闭塞的方式進行列車調度。
以电话闭塞為例，在两个车站之间，在不使用任何铁路电子、机械设备的条件下，只采用打电话、发电报等通信方式对列车的运行进行调度，保证前后列车的距离与安全的铁路闭塞方式。此時，人工調度指令高於號誌，號誌的状态指示将不作考虑，并且要切断列車自動防護系統以避免受號誌的影响。一般情况下，採用電話閉塞的時候，两个车站之间与接车车站的到站台划为一个闭塞区间，只允许一列车在此区间内。

## 世界各國鐵路號誌

### 中国大陆铁路信号
闭塞信号
- 一个绿灯：允许列车通过，在三显示自动闭塞区段表示前方至少有两个空闲的闭塞区间；在四显示自动闭塞区段表示前方至少有三个空闲的闭塞区间。
- 一个黄灯和一个绿灯：允许列车通过，前方有两个空闲的闭塞区间。（仅四显示自动闭塞区段）
- 一个黄灯：允许列车通过，前方有一个空闲的闭塞区间。
- 一个红灯：禁止越过该信号机，前方闭塞区间被占用。

进站信号
- 一个绿灯：正线通过，出站信号开放。
- 一个黄灯：正线进站停车，出站信号关闭。
- 两个黄灯：侧线进站停车，出站信号关闭。
- 一个黄灯和一个黄色闪灯：表示允许列车通过18号及以上道岔侧向位置，并越过下一台已经开放的信号机，且该信号机的进路，经道岔的直向位置或18号及以上道岔的侧向位置。
- 一个红灯：禁止越过该架信号机。

出站信号
- 一个绿灯：允许列车出站，且前方有至少两个空闲的闭塞区间。
- 一个黄灯：允许列车出站，前方有一个空闲的闭塞区间。
- 一个红灯：禁止列车越过该信号机。

容许信号
- 容许信号显示一个蓝灯，表示允许指定列车在主体信号机显示红灯关闭时以不高于20km/h且能随时停车的速度通过该信号机。

遮断信号
- 遮断信号显示一个红灯，表示禁止越过该信号机。

预告信号
- 一个绿灯：表示主体信号机开放。
- 一个黄灯：表示主体信号机关闭。

驼峰（色灯）信号机自上至下为黄、绿、红、白4种色灯。平时无显示。当驼峰调车机车进行车列解体等作业，显式为：
- 一个绿色灯光，表示准许机车车辆按规定速度向驼峰推进。
- 一个绿色闪光灯光，表示机车车辆要加速向驼峰推进。
- 一个黄色闪光灯光，表示机车车辆要减速向驼峰推进。
- 一个黄色灯光，指示机车车辆向驼峰预先推送。
- 一个红色灯光，表示不准机车车辆越过该信号机或指示机车车辆停止作业。到达场的驼峰色灯辅助信号机平时显示红色灯光，对到达列车起停车信号作用。
- 一个月白色灯光，指示机车到峰下。
- 一个月白色闪光灯光，指示机车车辆去禁溜线。

调车信号
- 一个白灯：表示调车时准许越过该架信号机
- 一个蓝灯：表示调车时禁止越过该架信号机

### 台灣鐵路號誌

#### 台灣鐵路

##### 主號誌機顯示方式（色燈號誌機）
- 紅燈：險阻
- 閃紅燈或紅燈+白燈：准調車
- 紅+黃燈：慢速，速限25Km/h
- 紅+閃黃燈：低速，速限35Km/h
- 閃黃燈：緩速，速限45Km/h
- 雙黃燈：中速，速限60Km/h
- 黃燈：注意，速限60Km/h
- 綠燈：平安（All-right），依各級列車牽引種別規定速度正常行駛

##### 預告號誌機（燈列式號誌機）
- 垂直線：平安（All-right）
- 斜左下角45度：注意
- 水平線：險阻

參考資料：台灣鐵路局號誌規則

#### 台北捷運
使用車內號誌，直接顯示速限。道旁僅有道岔開通方向指示。

#### 高雄捷運
使用車內號誌，直接顯示速限。

#### 台灣高鐵
正常運轉下，使用車上號誌，直接顯示速限。
備用保安方式運轉下，兩站間為一個閉塞區間，出站時有備用號誌機顯示（正常運轉時不顯示）。
台灣高鐵基地亦併用車上號誌及使用號誌機顯示以執行調車。

#### 阿里山森林鐵路
通券閉塞式、通信閉塞式（除平交道外，不使用號誌）。

#### 台灣糖業鐵路及其他輕便鐵道
通券閉塞式、通信閉塞式（正線號誌使用情形，尚待調查）。

### 香港鐵路號誌
- 2燈（輕鐵）紅燈為險阻，白燈為允许列车通过。
- 2燈A：紅燈為險阻，綠燈為允许列车通过；另設變種版本—2燈B：紅燈為險阻，黃燈為注意。
- 3燈：紅燈為險阻，黃燈為注意，綠燈為允许列车通过。
- 3燈（輕鐵）紅燈為險阻，白燈為允许列车以特定方向通过，主要以紅燈加左/右、直/左及直/右的任一配搭為主。
- 4燈：紅燈為險阻，黃燈為注意，雙黃燈為允許列車在慢速的情況通过，綠燈為允许列车快速通过。設置於東鐵線車站的4燈型鐵路號誌會另設藍燈及離站倒數器，以讓駕駛裝有ATP列車的車長知悉何時可以將列車駛離車站。

### 法国鐵路號誌
- 长条形背板为区间信号机或站内信号机
- L型或Z型的信号为表示道岔限速的站内信号机
- 圆形背板为预告信号机

- 固定信号中白底黑框为预告信号，黑底白框为执行信号。

- 一个绿灯：允许列车通过。
- 一个黄灯：允许列车通过，告诉司机下一个信号是绝对信号(Carré)、停车信号(Sémaphore)、引导信号、容许信号或者一个失效信号。
- 一个黄灯和一个红灯：一个预告停车信号，尽早转入目视行车，并且无论在下一个信号机是否开放，在遇到的第一个站台或者道岔以及脱轨器前停车，并在在重新获得发车授权后方可启动列车。
- 两个红灯：绝对信号，不可越过这个信号机。
- 一个红灯带F牌或者一个红灯一个白灯带Nf牌：停车信号，司机在信号前停车，之后司机可以启动列车并且以目视行车至区间末端或者至第一个道岔前停车。
- 一个闪黄灯：在下一个绝对信号、停车信号、引导信号、容许信号或者一个失效信号到来前做出相应的动作，闪黄灯表示到下一个信号机之前的区间是一个短区间。
- 一个闪绿灯：对于限速160km/h的列车，等同绿灯。对于更高限速的列车限速160km/h。
- 一个闪红灯：容许信号。允许列车司机不停车越过信号机，并且目视行车，限速15km/h。通常容许信号安装在车站和大长坡。
- 一个绿灯和一个黄灯：已经在法国被废止，表示限速90并且下一个信号机是一个黄色信号。
- 一个紫灯：调车绝对信号。
- 一个白灯：调车允许信号。
- 一个闪白灯：调车允许信号，并且告诉司机是一个短区间，或者占用区间。

- L型信号两个横黄灯：表示预告限速30侧向通过道岔。
- Z型信号机两个竖黄灯：表示执行限速30侧向通过道岔。
- L型信号两个闪横黄灯：表示预告限速60侧向通过道岔。
- Z型信号机两个闪竖黄灯：表示执行限速60侧向通过道岔。

## 外部連結
- http://www.railway-technical.com/sigind.shtml （页面存档备份，存于）
- https://web.archive.org/web/20100304194920/http://www.chineserailways.com/html/xinhao/xinhao.html